# معرض طهران للسيارات
معرض طهران للسيارات (بالإنجليزية: Tehran Auto Show)‏ هو معرض سنوي للسيارات ويعقد في مدينة طهران بمحافظة طهران في إيران. يعتبر من أكبر معارض السيارات في إيران.